# Langstaarttapaculo
De langstaarttapaculo (Scytalopus micropterus) is een zangvogel uit de familie Rhinocryptidae (tapaculo's).

## Verspreiding en leefgebied
Deze soort komt voor van Colombia tot noordelijk Peru.

## Status
De grootte van de populatie is niet gekwantificeerd maar de soort wordt omschreven als doorgaans algemeen, maar schaars in Peru. Op de Rode lijst van de IUCN heeft deze soort de status niet bedreigd.